# Безымянная высота
«Безымя́нная высота́» («Холм славы») — памятник во Всеволожском районе Ленинградской области.

## Местоположение
Мемориал расположен на правом берегу Невы у Ивановских порогов, напротив устья реки Тосны и входит в состав «Зелёного пояса славы». 

## История
Мемориал сооружён в 1965—1968 годах (архитектор Л. И. Копыловский, скульпторы Г. Д. Ястребенецкий, В. Г. Козенюк). 
Мемориал посвящен воинам-защитникам Ленинграда, участвовавшим в боях у Ивановских порогов и в прорыве блокады Ленинграда на Синявинских болотах в январе 1943 года. У Ивановских порогов, в 1941 году проходил передний край обороны Ленинграда и шли ожесточенные бои за город.
Попытки противника форсировать Неву были отражены частями 46-й, 115-й и 86-й стрелковых дивизий, 313 и 371 артполков и 301 артдивизиона Краснознаменного Балтийского флота и другими частями.
12 января 1943 года с этого участка фронта начался артобстрел позиций из более чем 4500 орудий, что дало возможность форсировать Неву.

## Описание
Это один из наиболее величественных памятников «Зеленого пояса Славы». Склоны 20-метрового насыпного холма, похожего на пирамиду, покрыты дёрном; есть смотровые площадки, выполненные в виде остроугольных выступов, к которым ведут лестницы. На верхней площадке находятся бронзовые скульптуры, на выступах площадок помещены мемориальные надписи.
Во время сооружения памятника было несколько вариантов его названия: «Холм славы», «Пирамида Победы», «Гимн жизни». По одной из версий, один пожилой рабочий, прошедший всю войну, после завершения строительства сказал: «Ну, кажется, наша безымянная высота и готова».

## Фото
- Мемориал «Безымянная высота» («Холм славы»), панорама
- Мемориал «Безымянная высота» («Холм славы»)
- Мемориал «Безымянная высота» («Холм славы»)
- Почтовая марка. Памятник «Безымянная высота». 1968 г.